# Моллой, Изобель
Изобель Моллой (англ. Isobelle Molloy; род. 6 октября 2000 года) — британская юная актриса, наиболее известна своей ролью Аманды, а позже ролью Матильды Уормвуд в мюзикле «Матильда», проходившем в театре «Уэст-Энд». В 2014 году дебютировала в кино, снявшись в роли молодой Малефисенты фэнтези-фильме Disney 2014 года «Малефисента».

## Карьера
Начала свою карьеру танцовщицы в возрасте 3 лет.
В возрасте 8 лет начала актёрскую карьеру, поступив в школу Tomorrow’s Talent  в Денбери (неподалёку от Челсфорда), графстве Эссекс. В 11 лет она сыграла роль Аманды Трипп в мюзикле «Матильда», в театре «Уэст-Энд». Представление проходило в ноябре 2011 года.
После того как две предыдущие актрисы, исполнявшие главную роль ушли, Моллой взяла роль Матильды на себя начиная с выступления 15 апреля 2012 года в Кембриджском театре. По поводу этого она сказала следующее: «Я прошла два кастинга, прежде чем мне предложили эту роль, и если честно, я была в шоке от этого. Но я не нервничала и чувствовала уверенность».
В 2014 году Моллой дебютировала в кино, снявшись в роли молодой Малефисенты фэнтези-фильме Disney 2014 года «Малефисента», являющегося переосмыслением полнометражного мультфильма «Спящая красавица». Она получила эту роль, после того как кастинг-директор заметил её исполнение роли Матильды в одноимённом мюзикле.

## Фильмография

### Фильм
| Год  | Название    | Роль                | Примечание          |
| ---- | ----------- | ------------------- | ------------------- |
| 2014 | Малефисента | Молодая Малефисента | Второстепенная роль |

### Театр
| Год  | Постановка | Роль             | Примечания                   |
| ---- | ---------- | ---------------- | ---------------------------- |
| 2010 | Оливер     | Сиделка с детьми | 2010 — 2011                  |
| 2011 | Матильда   | Аманда Трипп     | Ноябрь 2011 — Апрель 2012    |
| 2011 | Матильда   | Матильда Уормвуд | 15 апреля 2012 — Август 2012 |

### Телевидение
| Год  | Название        | Роль      | Примечания |
| ---- | --------------- | --------- | ---------- |
|      | Разрядка смехом | Тилли     |            |
| 2013 | Жители Ист-Энда | Белла Янг |            |